# Okręg wyborczy Lalor
Okręg wyborczy Lalor (ang. Division of Lalor) – jednomandatowy okręg wyborczy do Izby Reprezentantów Australii, położony w stanie Wiktoria.
Pierwsze wybory odbyły się w nim w 1949 roku, a jego patronem jest Peter Lalor jeden z przywódców rewolucji Eureka z 1854.
Od 2013 roku posłem z tego okręgu była Joanne Ryan z Australijskiej Partii Pracy.

## Lista posłów
Lista posłów z okręgu Lalor:
| okres urzędowania | poseł         | przynależność              |
| ----------------- | ------------- | -------------------------- |
| 1949–1966         | Reg Pollard   | Australijska Partia Pracy  |
| 1966–1969         | Mervyn Lee    | Liberalna Partia Australii |
| 1969–1977         | Jim Cairns    | Australijska Partia Pracy  |
| 1977–1998         | Barry Jones   | Australijska Partia Pracy  |
| 1998–2013         | Julia Gillard | Australijska Partia Pracy  |
| od 2013           | Joanne Ryan   | Australijska Partia Pracy  |